# Marble Arch
Marble Arch est un monument en marbre blanc de Carrare près de Speakers' Corner au nord-est d'Hyde Park, à l'extrémité ouest d'Oxford Street à Londres au Royaume-Uni.
L'arche a été construite en 1828 par l'architecte John Nash sur le modèle de l'arc de Constantin, à Rome.
Elle avait été à l'origine érigée à l'extrémité ouest du Mall afin de servir d'entrée triomphale au nouveau palais de Buckingham (reconstruit par Nash à partir de l'ancienne Buckingham House).
Mais, en 1851, la reine Victoria, qui la trouvait hideuse, la fit déplacer à son emplacement actuel, qui se trouve être approximativement celui du village de Tyburn, lequel fut, par le passé, le lieu de nombreuses pendaisons du XIIe à la fin du XVIIIe siècle.
À l'intérieur, de petites pièces ont été utilisées comme poste de police jusqu'en 1950. Sa partie supérieure abrite deux petits appartements loués par le National Trust.
En 2005, Transport for London (TfL), l'organisme responsable des transports en commun de la ville, projeta de déplacer le monument vers Hyde Park, au-dessus de la route Speakers' Corner, afin de la rendre plus facile d'accès aux visiteurs.
Ce site est desservi par la station de métro Marble Arch.